# Anthracoidea bigelowii
Anthracoidea bigelowii är en svampart som beskrevs av Nannf. 1965. Anthracoidea bigelowii ingår i släktet Anthracoidea och familjen Anthracoideaceae.   Inga underarter finns listade i Catalogue of Life.